# Ervy-le-Châtel
Pour les articles homonymes, voir Chatel.
Ervy-le-Châtel est une commune française, située dans le département de l'Aube en région Grand Est. Elle est depuis l'année 2003 en Pays d'Armance.

## Géographie

### Localisation
Ervy-le-Châtel est située au sud du département de l'Aube, à mi-chemin entre Troyes et Auxerre, à l'est du pays d'Othe.
Le village central se trouve à 161 mètres d'altitude, sur une colline au pied de laquelle coule la rivière Armance.

### Communes limitrophes
Les communes limitrophes sont  Auxon, Chessy-les-Prés, Courtaoult, Davrey, Eaux-Puiseaux, Montfey, Villeneuve-au-Chemin et Vosnon.
| Villeneuve-au-Chemin | Vosnon,Eaux-Puiseaux | Auxon           |
| Montfey              | Ervy-le-Châtel       | Davrey          |
| Courtaoult           |                      | Chessy-les-Prés |

### Hydrographie

#### Réseau hydrographique
La commune est dans la région hydrographique « la Seine de sa source au confluent de l'Oise (exclu) » au sein du bassin Seine-Normandie. Elle est drainée par l'Armance, le ruisseau du Saussoi, le ruisseau de Chamblin, le ruisseau de Montigny, le canal 01 de la commune de Chessy-les-Prés, le canal 01 de la Prairie du Parc, le canal 01 des Corvées, le canal 02 de la Prairie du Parc, le canal 02 du Moulin du Bois, le cours d'eau 01 du Moulin Baillot, le cours d'eau 02 des Sablons et divers autres petits cours d'eau,.
L'Armance, d'une longueur de 48 km, prend sa source dans la commune de Chaource et se jette  dans l'Armançon à Saint-Florentin, après avoir traversé 19 communes.
Le ruisseau du Saussoi, d'une longueur de 11 km, prend sa source dans la commune de Vosnon et se jette  dans l'Armance sur la commune, après avoir traversé trois communes.

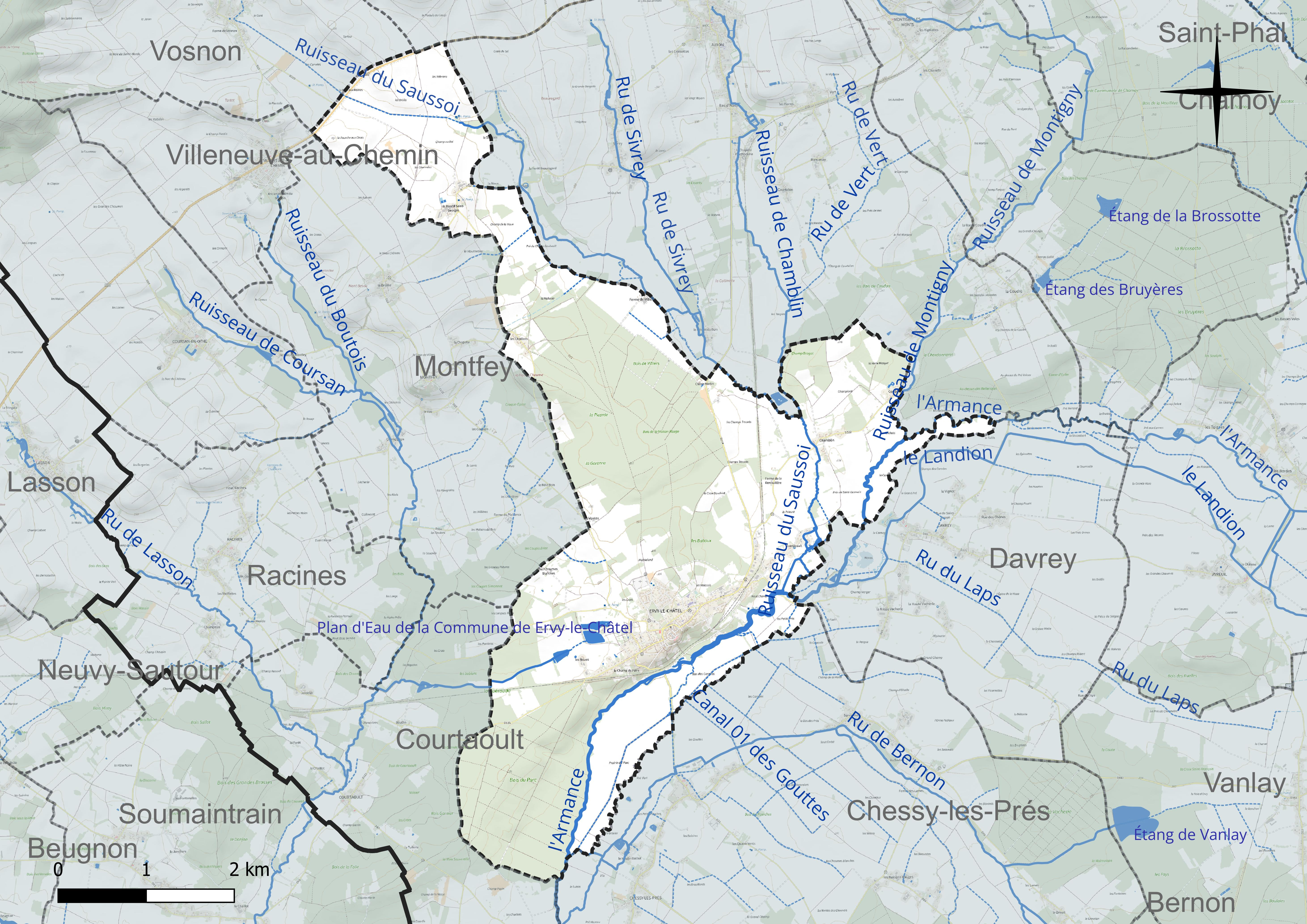
Réseau hydrographique d'Ervy-le-Châtel.

Un plan d'eau complète le réseau hydrographique : le plan d'eau de la commune d'Ervy-le-Châtel (2,6 ha),.

#### Gestion et qualité des eaux
Le territoire communal est couvert par le schéma d'aménagement et de gestion des eaux (SAGE) « Armançon ». Ce document de planification concerne le territoire du bassin versant de l'Armançon qui s’étend sur 3 100 km2 et se répartit sur trois départements (l'Aube, l'Yonne et la Côte-d'Or). Il a été approuvé le 6 mai 2013. La structure porteuse de l'élaboration et de la mise en œuvre est le syndicat mixte du bassin versant de l'Armançon (SMBVA).
La qualité des cours d’eau peut être consultée sur un site dédié géré par les agences de l’eau et l’Agence française pour la biodiversité.

### Climat
Pour des articles plus généraux, voir Climat du Grand Est et Climat de l'Aube.
En 2010, le climat de la commune est de type climat océanique dégradé des plaines du Centre et du Nord, selon une étude du Centre national de la recherche scientifique s'appuyant sur une série de données couvrant la période 1971-2000. En 2020, Météo-France publie une typologie des climats de la France métropolitaine dans laquelle la commune est exposée à un climat océanique altéré et est dans la région climatique Lorraine, plateau de Langres, Morvan, caractérisée par un hiver rude (1,5 °C), des vents modérés et des brouillards fréquents en automne et hiver.
Pour la période 1971-2000, la température annuelle moyenne est de 10,4 °C, avec une amplitude thermique annuelle de 15,9 °C. Le cumul annuel moyen de précipitations est de 745 mm, avec 11,5 jours de précipitations en janvier et 7,9 jours en juillet. Pour la période 1991-2020, la température moyenne annuelle observée sur la station météorologique de Météo-France la plus proche, « Chessy-les-Prés_sapc », sur la commune de Chessy-les-Prés à 2 km à vol d'oiseau, est de 11,2 °C et le cumul annuel moyen de précipitations est de 756,5 mm. 
La température maximale relevée sur cette station est de 41,4 °C, atteinte le 25 juillet 2019 ; la température minimale est de −22,2 °C, atteinte le 2 janvier 1997,,.
Les paramètres climatiques de la commune ont été estimés pour le milieu du siècle (2041-2070) selon différents scénarios d'émission de gaz à effet de serre à partir des nouvelles projections climatiques de référence DRIAS-2020. Ils sont consultables sur un site dédié publié par Météo-France en novembre 2022.

## Urbanisme

### Typologie
Au 1er janvier 2024, Ervy-le-Châtel est catégorisée bourg rural, selon la nouvelle grille communale de densité à 7 niveaux définie par l'Insee en 2022.
Elle est située hors unité urbaine et hors attraction des villes,.

### Occupation des sols
L'occupation des sols de la commune, telle qu'elle ressort de la base de données européenne d’occupation biophysique des sols Corine Land Cover (CLC), est marquée par l'importance des territoires agricoles (59,3 % en 2018), une proportion sensiblement équivalente à celle de 1990 (59,6 %). La répartition détaillée en 2018 est la suivante : 
forêts (35,8 %), terres arables (26,6 %), prairies (23,5 %), zones agricoles hétérogènes (9,2 %), zones urbanisées (3,7 %), milieux à végétation arbustive et/ou herbacée (1,2 %). L'évolution de l’occupation des sols de la commune et de ses infrastructures peut être observée sur les différentes représentations cartographiques du territoire : la carte de Cassini (XVIIIe siècle), la carte d'état-major (1820-1866) et les cartes ou photos aériennes de l'IGN pour la période actuelle (1950 à aujourd'hui).

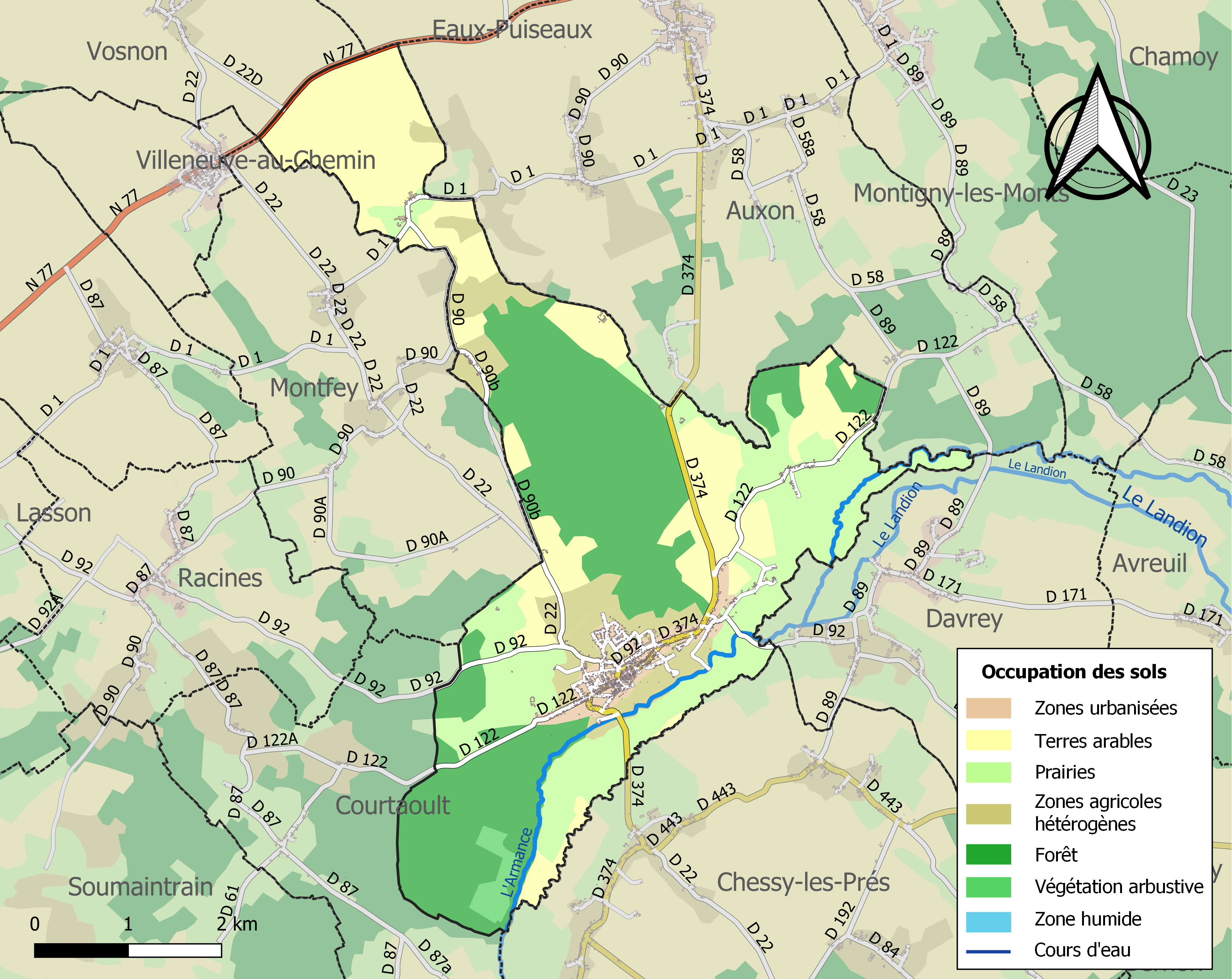
Carte des infrastructures et de l'occupation des sols de la commune en 2018 (CLC).

## Toponymie

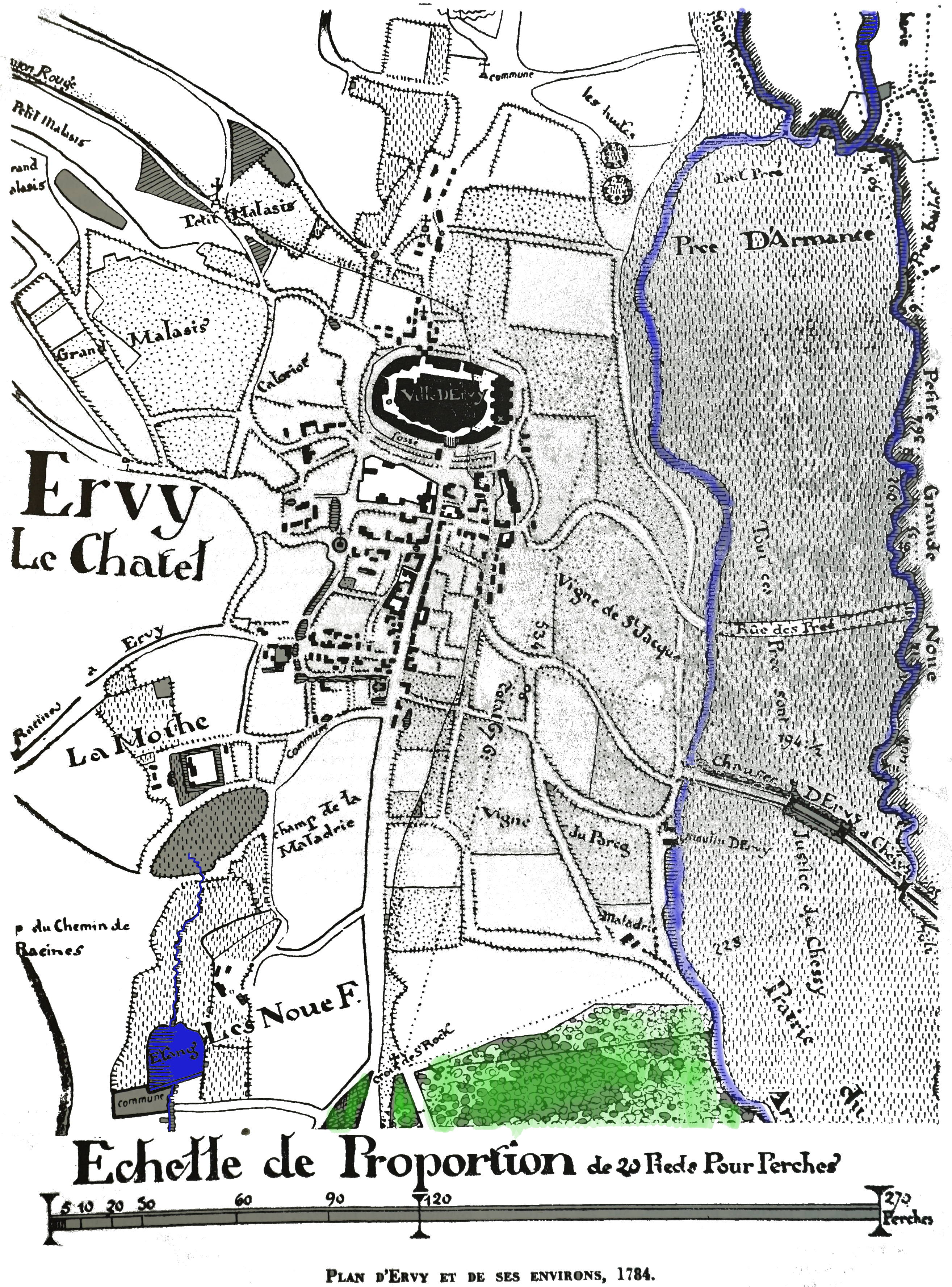
Le finage d'Ervy en 1784.

Au cadastre de 1833 sont cités : Armance, Belete, Bergerie, Breuil, Chaillots, Chamblin, Champ-de-Tir, Charbonnière, Château Chinon, Châne-Merlin, les Chânes, Chicois, Cognadon, Conciergerie, Cosdon-Chamblin, Hermitage, Fontaine-Alix, Fricambault, Garenne, Guérande, Haie-Meunier, Jard, Maison-Brûlée et Maison-Rouge, Moulin Gillot et à-Vent, Maladière, Malvoie, Maulny, Mesnil-Saint-Georges, Monthiérault, la Motte, la Motte-Bouillot, les Mottes, Moulin-à-Vent, les Noues, le Parc, Picardie, le Plessis, Croix-de-la-Potence, le Prieuré, Renouillières, Saint-Antoine, Saint-Hilarion, Saint-Jacques, Saulsois, les Deux-Tombelles, les Ventes, Villiers et Vollerons.
La commune prend le nom d'Ervy-le-Châtel en 1915.

## Faune
Le loup est présent sur le territoire de la commune. Auxon par arrêté préfectoral figure dans le cercle 2 c'est-à-dire la zone « où des actions de prévention sont nécessaires du fait de la survenue possible de la prédation par le loup pendant l'année en cours »

## Histoire
Connu en 1143 par un hommage du comte de Champagne au duc de Bourgogne, le fief avait aussi comme seigneur la famille d'Ervy, Leterius dans le dernier quart du XIe siècle. Mais à partir de Henri le Libéral les comtes de Champagne avaient toute la seigneurie. Ervy avait deux foires dès 1220, l'une à la Saint-Remi et l'autre appelée Sainte-Croix lors de la Saints-Pierre-et-Paul. Elles furent augmentées à quatre au XVIIe siècle et tenaient marché les mercredis et samedis.

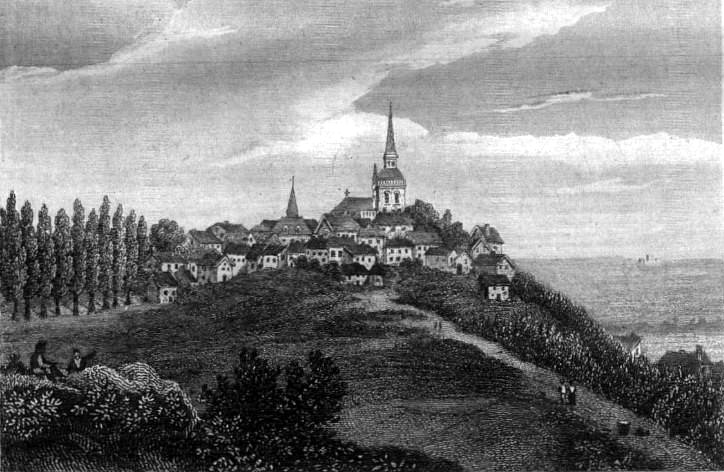
Gravure d'Ervy-le-Châtel en 1838.

Au cours du XVIIIe siècle, les loups sont nombreux dans les campagnes alentour, situées entre les massifs forestiers du Chaourçois et de la forêt d'Othe. En sept ans, de 1768 à 1774, 2 986 loups, louves et louveteaux sont tués dans les cantons d'Aix-en-Othe, Bouilly et Ervy-le-Chatel[réf. souhaitée].
Jusqu'à la Révolution, Ervy est de l'intendance et la généralité de Paris, de l'élection de Saint-Florentin et du bailliage de Troyes, puis Étienne-Catherine Baillot, originaire d'Ervy, joue un rôle important comme député de Troyes aux États généraux de 1789 (devenus Assemblée constituante en juin 1789), puis sur le plan local.
En février 1949 fut installé proche de la gare le premier passage à niveau automatique de France. La ligne, qui reliait Troyes, n'est plus en service et le passage à niveau a été supprimé.[réf. nécessaire]

### Monthiérault

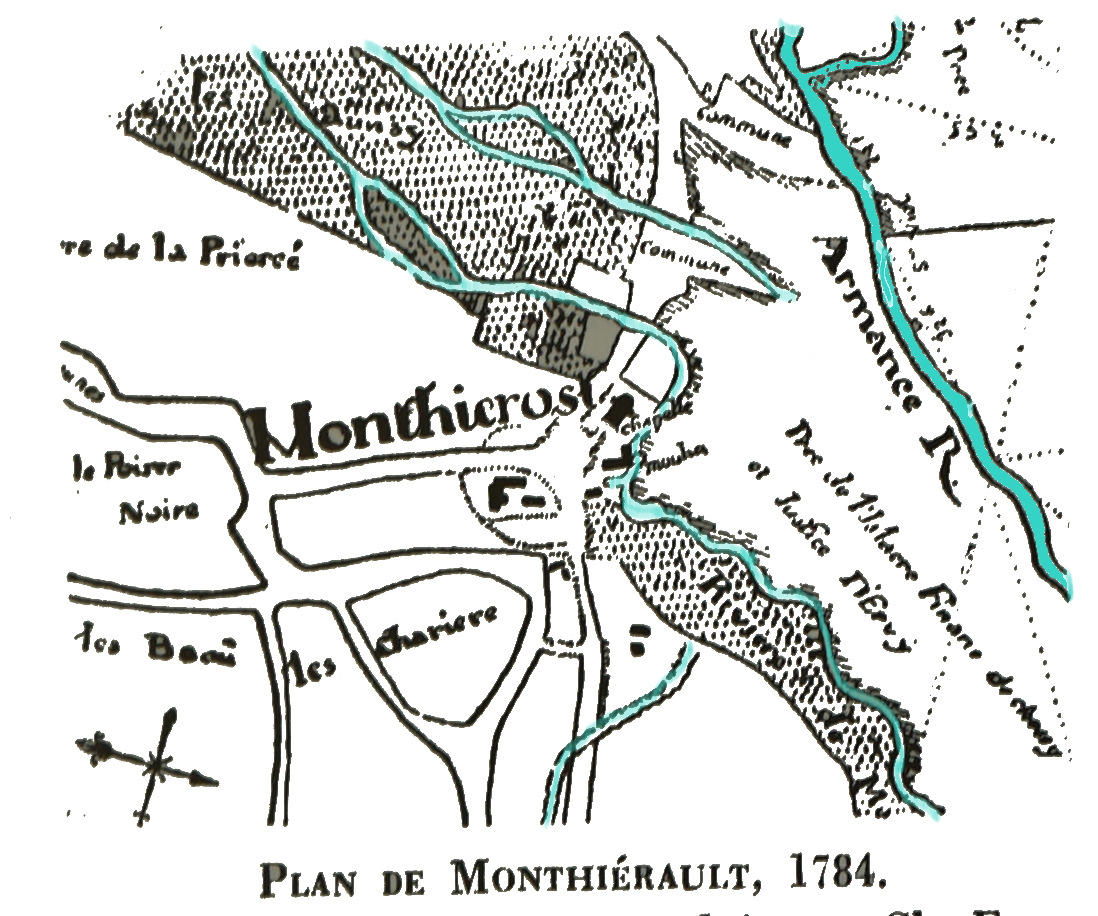
Monthierost en 1784.

Monasterium Eraudi, fief dépendant de la baronnie d'Ervy. Il est aussi le siège d'un prieuré dépendant de l'abbaye Saint-Germain d'Auxerre sous le vocable de Gervais et Protais cité en 1151 et avait une église, une chapelle à Mesnil-Saint-Georges et un moulin. L'église priorale était ruinée en 1542. Prieurs : 
- 1398 : Guillaume de Buteaux,
- 1473 : Étienne Fournier,

...
- 1789 : Antoine Quatresous.

Le prieur était aussi le seigneur de Monthiérault.

## Politique et administration
Dans le cadre de la réforme administrative de 1789-1790, créant les communes, cantons, districts et départements, la commune d'Ervy est chef-lieu de district jusqu'en 1800. Elle est chef-lieu de canton jusqu'en 2015.
| Période                                  | Période  | Identité                                         | Étiquette | Qualité    |
| ---------------------------------------- | -------- | ------------------------------------------------ | --------- | ---------- |
| 1995                                     | 2008     | M. Jean-Pierre Fresnais                          | UDF-FD    | retraité   |
| 2008                                     | En cours | M. Roger Bataille Réélu pour le mandat 2020-2026 | LR        | architecte |
| Les données manquantes sont à compléter. |          |                                                  |           |            |

### Bailliage
Les comtes de Champagne ont institué à Ervy un bailliage, ce bailliage lors du passage du comté au domaine royal devint dépendant du Parlement de Paris.
Quelques baillis : 
- 1231 : Mauger,
- 1558 : Jacques Evrard,
- 1604 : Nicolas Billot,
- 1665 : Jacques Leclerc,
- 1690 : Henri-Anne Pot,
- 1696 : Nicolas Thierriat,
- 1720 : Nicolas Le Clerc,
- 1750 : Ambroise Chassin,
- 1758 : Mathieu-Joseph Joly.

## Démographie
L'évolution du nombre d'habitants est connue à travers les recensements de la population effectués dans la commune depuis 1793. Pour les communes de moins de 10 000 habitants, une enquête de recensement portant sur toute la population est réalisée tous les cinq ans, les populations de référence des années intermédiaires étant quant à elles estimées par interpolation ou extrapolation. Pour la commune, le premier recensement exhaustif entrant dans le cadre du nouveau dispositif a été réalisé en 2004.

En 2022, la commune comptait 1 108 habitants, en évolution de −9,03 % par rapport à 2016 (Aube : +0,7 %, France hors Mayotte : +2,11 %).
| 1793  | 1800  | 1806  | 1821  | 1831  | 1836  | 1841  | 1846  | 1851  |
| ----- | ----- | ----- | ----- | ----- | ----- | ----- | ----- | ----- |
| 1 675 | 1 676 | 1 603 | 1 625 | 1 821 | 1 755 | 1 711 | 1 784 | 1 858 |

| 1856  | 1861  | 1866  | 1872  | 1876  | 1881  | 1886  | 1891  | 1896  |
| ----- | ----- | ----- | ----- | ----- | ----- | ----- | ----- | ----- |
| 1 716 | 1 658 | 1 671 | 1 648 | 1 588 | 1 617 | 1 604 | 1 956 | 1 451 |

| 1901  | 1906  | 1911  | 1921  | 1926  | 1931  | 1936  | 1946  | 1954  |
| ----- | ----- | ----- | ----- | ----- | ----- | ----- | ----- | ----- |
| 1 400 | 1 393 | 1 376 | 1 173 | 1 221 | 1 169 | 1 111 | 1 126 | 1 135 |

| 1962  | 1968  | 1975  | 1982  | 1990  | 1999  | 2004  | 2006  | 2009  |
| ----- | ----- | ----- | ----- | ----- | ----- | ----- | ----- | ----- |
| 1 204 | 1 175 | 1 198 | 1 262 | 1 221 | 1 214 | 1 200 | 1 174 | 1 224 |

| 2014  | 2019  | 2022  | - | - | - | - | - | - |
| ----- | ----- | ----- | - | - | - | - | - | - |
| 1 210 | 1 142 | 1 108 | - | - | - | - | - | - |

## Économie
- Gaec des Tourelles au Mesnil-Saint-Georges, lait et fromages.

## Culture locale et patrimoine

### Lieux et monuments

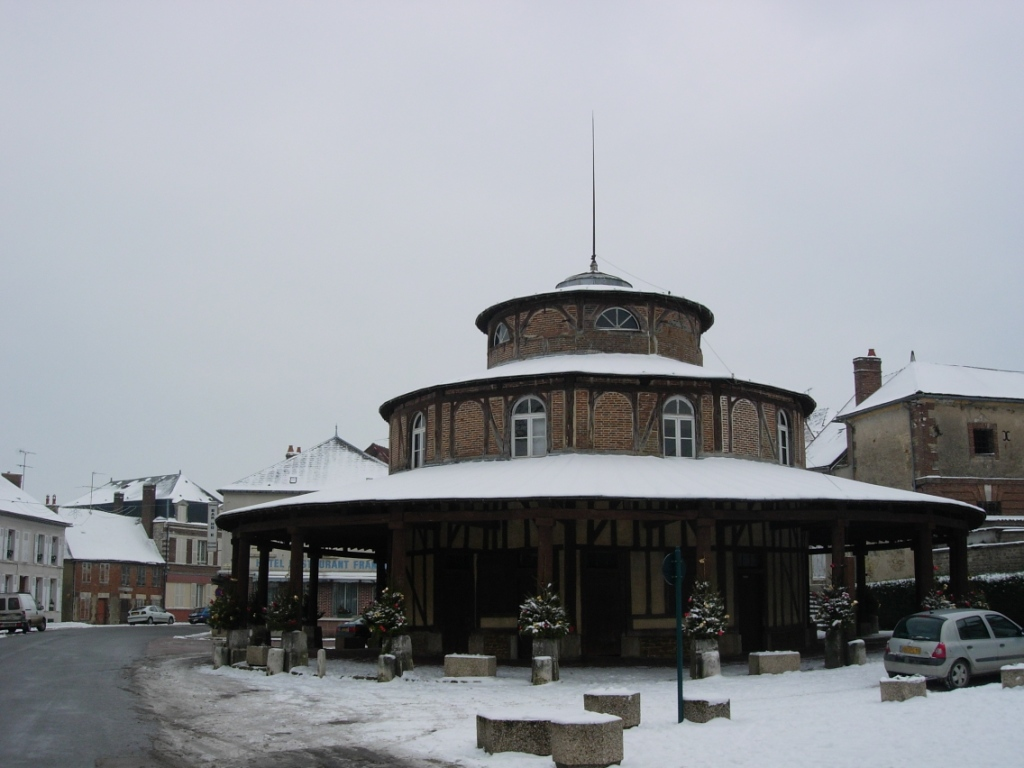
Halle circulaire sous la neige.

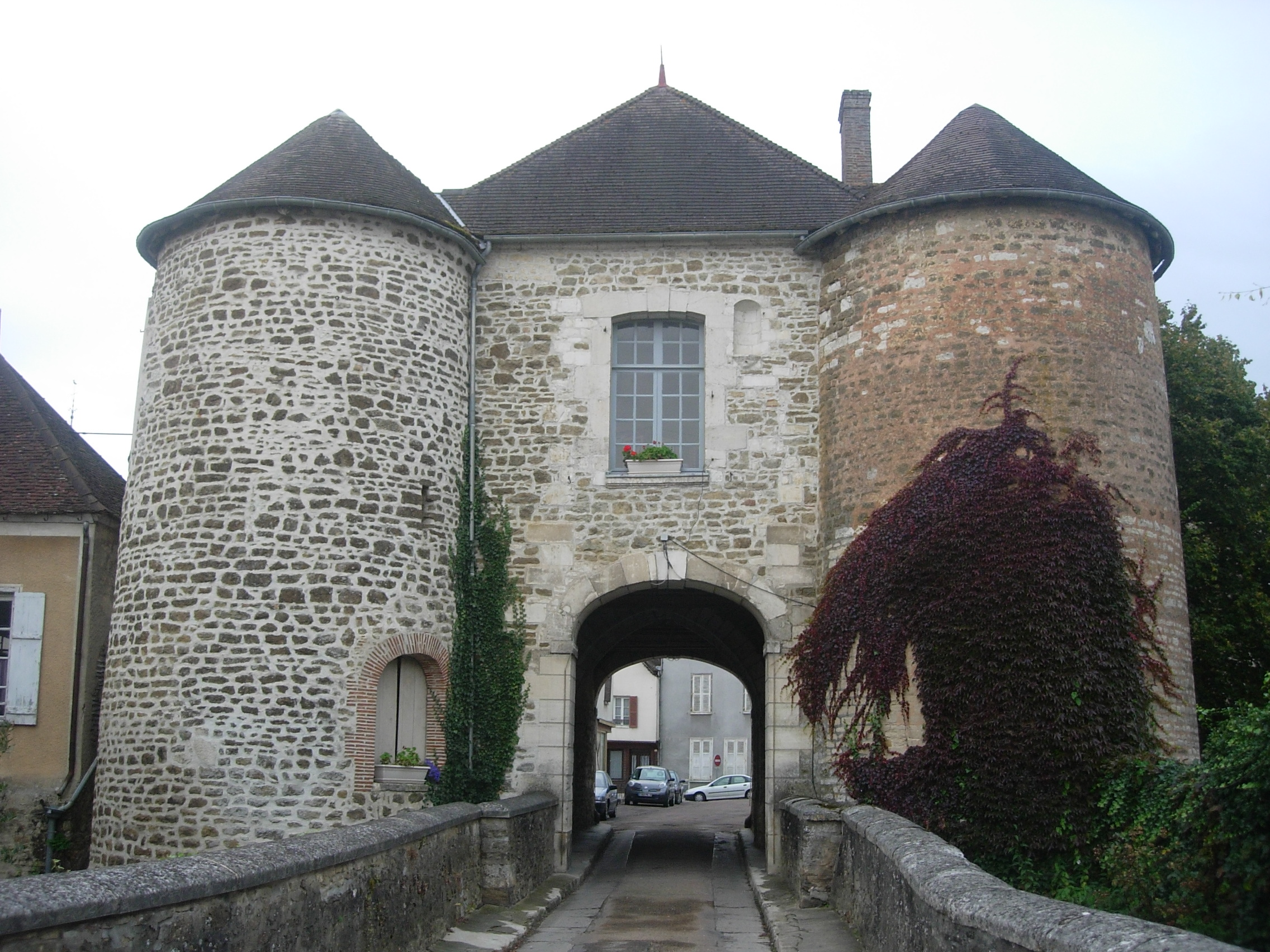
Porte Saint-Nicolas

- Halle circulaire à pans de bois (1836-1837), actuel office du tourisme
- Porte médiévale Saint-Nicolas
- Église Saint-Pierre-ès-Liens, XVe – XVIe siècles
- La Chapelle Saint-Aubin dite de la Maladrerie datant du Moyen Âge
- Chapelle de la maison de retraite d'Ervy-le-Châtel
- Chapelle Saint-Georges du Mesnil-Saint-Georges
- Les Mottes, buttes de terre datant de l'époque celtique.
- L'arboretum Saint-Antoine.
- Le château d'Ervy.
- Hôpital-hospice qui était situé près de l'église mais fut détruit lors d'un réalignement en 1746. Le nouveau bâtiment avait été commencé en 1745.
- Hôtel de ville, XVIIIe siècle, maison natale d'Eugène Belgrand.
- La médiathèque Thibault de Champagne qui abrite une exposition permanente de Jean Revol
- La Maison du Vitrail
- Collège Eugène Belgrand
- Festival les Médiévales, 1er week-end d'août.
- Festival les Mosaïques musicales, début mai.

Ervy-le-Châtel fait partie du réseau des Petites Cités de Caractère®.

### Personnalités liées à la commune
- Nicolas Louis Legouest (1741-1833), homme politique né à Ervy-le-Châtel, député de l'Aube en 1815 pendant les Cent-Jours.
- Étienne-Catherine Baillot, né à Ervy le 25 novembre 1759, mort dans la même localité le 15 avril 1825. Il fut successivement avocat ; député du bailliage de Troyes à l'Assemblée constituante de 1789 ; président du tribunal d'Ervy en 1790 ; membre du tribunal de cassation de 1791 à 1796 ; président de l'administration municipale d'Ervy en 1795 ; conseiller d'arrondissement de Troyes en 1812-1814. Il fut aussi homme de lettres. On lui doit une traduction annotée des Satires de Juvénal[25] ;
- Eugène Belgrand, polytechnicien, ingénieur général des Ponts et Chaussées, né en 1810 à Ervy, mort en 1878. Il participa à la rénovation de Paris dirigée par le baron Haussmann, entre 1852 et 1870, et notamment à la création des égouts de Paris. Son nom figure sur la Tour Eiffel. Il a donné son nom au collège d'ervy-le-Châtel ;
- Jacques-Antoine Grignon des Bureaux[26], né le 18 novembre 1714 à Buno-Bonnevaux, mort à Ervy le 2 novembre 1796, où il s'était installé en 1758. Capitaine des grenadiers de France, il est l'un des philosophes les plus énigmatiques du XVIIIe siècle, que l'on a pu qualifier d'«Anaximandre champenois». Il fit du temps, substance incréée, éternelle et infinie, le premier principe de toutes choses, et fut le premier à présenter une formulation non ambiguë du transformiste évolutionniste. Ses œuvres n'ont été que récemment découvertes et publiées[27].
- Baron Hector Hulot d'Ervy : personnage fictif de La Comédie humaine d'Honoré de Balzac, qui apparaît dans La Cousine Bette.
- François-Édouard Jourdain, né à Troyes le 3 mars 1771, mort à Ervy le 24 avril 1859, neveu de Jacques-Antoine Grignon des Bureaux, maire d'Ervy de 1826 à 1830. Numismate, il constitua une collection de plus de 12 000 monnaies, acquise en 1842 par le conseil municipal de Troyes, et laissa des souvenirs autobiographiques manuscrits, publiés en 1993 par André Matton.
- Edmé Garnier, né et mort à Ervy (1595-1638). Abbé de la ville, que sa grande gentillesse rendait populaire. Il lutta avec les moyens de l'époque contre l'épidémie de peste qui sévit en 1638 à Ervy. Il périt victime de son dévouement[25] ;
- Nicolas-Louis Le Gouest, magistrat et homme politique né à Ervy le 29 mars 1741 et mort à Bar-sur-Seine le 30 mai 1833. Il occupa diverses fonctions sous l'Empire. Il fut aussi élu député de l'Aube pendant les Cent-jours[25] ;
- Alexandre Mocquery, général de brigade, né à Auxon, le 24 février 1789 et mort à Ervy, le 5 janvier 1853.
- Marin Noël des Vergers, homme politique et linguiste né à Ervy le 19 août 1759 ; mort à Paris le 8 août 1836. Il fut député de l'Yonne à partir de 1831. Il traduisit des ouvrages de langue arabe[25] ;
- Amant-Ambroise-Christophe Rambourgt, homme politique né à Ervy le 25 octobre 1819; mort à Troyes le 6 décembre 1868. Neveu du général de l'Empire le vicomte Gabriel-Pierre-Patrice Rambourgt et héritier de son titre, il fut élu député de l'Aube dès 1852[25].
- Anne-Alexandre-Marie Thibault, était un prêtre et un député favorable à la Constitution civile du clergé. Il est né à Ervy le 8 septembre 1747 et mort à Paris le 26 février 1813 ;
- Antoine-Narcisse Thiesson, musicien, compositeur et facteur d'orgue né à Ervy le 25 août 1806. Il meurt à Viâpres-le-Petit, où il exerçait la fonction de prêtre, le 18 août 1872[25].
- Jean Revol (1929-2012), peintre expressionniste et critique d'art ; il vécut à Ervy-le-Châtel et y repose. Une exposition-hommage s'est tenu en 2012.

### Héraldique
|  | Les armes de la ville se blasonnent ainsi : D’azur à l’église d’argent chargée de trois croisettes pattées de sable. |